# Алтола (Модена)
Алтола је насеље у Италији у округу Модена, региону Емилија-Ромања.
Према процени из 2011. у насељу је живело 253 становника. Насеље се налази на надморској висини од 70 м.